# 周俊三
周俊三（1969年1月28日—）為臺灣籃球教練、前運動員，場上位置為控球後衛，與同期李雲光被喻為一時瑜亮。現任台灣職業籃球大聯盟桃園台啤永豐雲豹球團顧問、佛光大學籃球教練、副教授，曾擔任中華台北男子籃球代表隊、宏國德霖科技大學籃球隊、超級籃球聯賽台灣啤酒總教練及宏國德霖科技大學助理教授。

## 球風
可以切入上籃，善於傳球。有人說師承自籃壇控衛前輩陳日興，多半是因周俊三在麥當勞時期從陳日興那受益良多，於是就成了師徒佳話。
招牌動作是橫移跳投。

## 球隊資歷與傑出表現

### CBA時期（1994年─1998年）
甫從飛駝隊退伍，25歲便擔任宏國象的主力控球後衛。
- CBA元年
  - 助攻王
  - 最佳五人-後衛
  - 明星賽

- CBA二年
  - 助攻王
  - 明星賽
  - 總冠軍

- CBA三年
  - 助攻王
  - 本土最佳五人-控衛
  - 明星賽
  - 最佳形象
  - 總冠軍

- CBA四年
  - MVP最高票（但本年度ＭＶＰ從缺）
  - 三分球王
  - 本土最佳五人-控衛
  - 總冠軍

註：CBA五年打到一半封館。

### 大陸CBA(甲A)時期
宏國象由新浪接手，改名新浪獅，其時台灣只剩業餘甲組聯賽，於是配合董事長姜豐年往大陸發展的政策，去大陸展開另一小段的職業生涯。
- 2001-2002
  - 助攻王
  - 季後賽八強
- 2002-2003
  - 助攻王

### SBL時期（2003年─2008年）
2003年在體委會主委林德福和籃球立委鄭志龍的催生下，國內籃壇決定創辦半職業的SBL。新浪獅也決定回來台灣打這個「半職業」聯盟。周俊三一直到退休前，常被笑說是SBL最老的球員。
從第二年開始，周俊三漸轉球隊輔助角色，上場時間愈來愈少。第三季結束後與台啤教練邱大宗互換球隊，邱大宗擔任東森總教練，周俊三到台啤兼具教練與球員身分。然而台啤人才濟濟，控球後衛這個位置上，無需阿三負擔太多時間，於是阿三便隨年紀增長與隊上小老弟逐漸成熟，慢慢淡出球員的身分，一直到第五季幾乎沒上場出賽，球季尾聲就與長年的戰友羅興樑一同舉行退休儀式，轉任專職教練，確定高掛球鞋。
第五季因總教練閻家驊1月6日不服判決，賽後攻擊裁判遭禁賽10場，代理10場比賽(1月11日～2月3日)
- 第一季-新浪獅
  - 助攻榜第二
  - 明星賽先發
  - 年度最佳鬥士
- 第二季-東森羚羊
- 第三季-東森羚羊
- 第四季-台灣啤酒
  - 總冠軍
- 第五季-台灣啤酒
  - 總冠軍
  - 退休

## 國手資歷
- 1989年馬尼拉第10屆亞青賽，亞軍
- 1989年北京第15屆亞洲盃，季軍
- 1990年北京亞運，第五名
- 1991年神戶第16屆亞洲盃，第四名
- 1993年雅加達第17屆亞洲盃，第五名
- 1993年上海第1屆東亞運，第四名
- 1994年廣島亞運，第六名。
- 1995年漢城第18屆亞洲盃，第四名。
- 1997年沙烏地阿拉伯利雅德第19屆亞洲盃，第六名。
- 1997年釜山東亞運難得擊敗南韓得到冠軍。
- 1998年曼谷亞運，第五名。
- 1999年福岡第20屆亞洲盃，第四名。
- 2001年籃協提出大換血政策後，便無機會替中華隊打過正式國際賽。是年不過30又2。
- 2004年搭上SBL熱潮，新浪五虎於季中表現良好，籃協擴大編選中華隊名單，分成中華藍白兩隊打瓊斯盃，類似明星賽分隊形式，所以老將的代表新浪隊被選入時，自然這些老將們也就獲得重批中華隊戰袍的機會。然而新浪所在的中華藍隊戰績、表現與熱力不若有眾多年輕新星的中華白隊（包括陳信安和田壘），於是籃協便以中華白為主體組成中華隊，大換血汰換掉的老將們確定還是無緣中華隊。這是大換血後最接近重披國手戰袍的機會。

## 作為教練的周俊三

### 國內
- 佛光大學女籃一般組教練
- 佛光大學籃球授課教師、男籃教練（2017年─）
- 德霖技術學院籃球教練兼助理教授（2007年–2017年）
- 超級籃球聯賽台灣啤酒助理教練、執行教練、總教練（2006年─2023年）
- 國立宜蘭大學 籃球授課老師(2010年)
- T1聯盟台啤永豐雲豹球團顧問（2023年─至今）[1]
- T1聯盟台啤永豐雲豹代理總教練（2024年）[2]

### 國際賽
- 2007 U20二十歲級國家隊總教練
- 2008 中華隊助理教練（該年只有瓊斯盃）
- 2009 天津亞錦賽助理教練
- 2011 中華隊總教練（東亞資格賽、瓊斯盃、亞錦賽）
- 2015 中華隊總教練（瓊斯盃、亞錦賽）
- 2017 中華隊總教練(東亞資格賽、瓊斯盃、亞洲盃、世界盃亞洲區資格賽)
- 2018 中華隊助理教練(瓊斯盃、亞洲運動會)

## 個人生活

### 家庭
與同為籃球國手的周玉梅共結連理，是國內籃壇僅有的幾個例子。另有一位親兄弟周俊雄，則是長期擔任宜蘭縣立復興國民中學女子籃球隊的總教練。

### 電視
- 2003年，客串中華電視公司麻辣鮮師，飾演一名籃球教練，使用本名演出。
- 2010年，客串台灣啤酒廣告，此廣告由黃國倫主演。
- 2016年，客串八大綜合台High 5 制霸青春，飾演一名籃球教練，使用本名演出。
- 2020年，曾參與體育競技實境節目全明星運動會擔任球評以及短暫代班藍隊領隊。

### 其他
- 2013年10月，協助德霖技術學院助理教授張佩婷等人，研究發明出「計次訓練錐」，在波蘭發明展得到特別獎。該物品可便於計算跑步次數，進而可供教練分析跑動次數與各次所費時間的關係，了解體育選手的身體狀況。

## 執教成績
SBL
| 年度     | 球隊     | 出賽 | 勝場 | 敗場 | 勝率 | 備註                                 |
| -------- | -------- | ---- | ---- | ---- | ---- | ------------------------------------ |
| 07-08年  | 台灣啤酒 | 10   | 8    | 2    | .800 |                                      |
| 14-15年  | 台灣啤酒 | 1    | 0    | 1    | .000 |                                      |
| 16-17年  | 台灣啤酒 | 7    | 4    | 3    | .571 | 準決賽2：4敗 裕隆納智捷              |
| 17-18年  | 台灣啤酒 | 30   | 12   | 18   | .400 | 複賽1：3敗 金門酒廠                  |
| 18-19年  | 台灣啤酒 | 36   | 21   | 15   | .583 | 冠軍賽0：4敗 富邦勇士                |
| 19-20年  | 台灣啤酒 | 32   | 25   | 7    | .759 | 上下半季冠軍 冠軍賽4：3勝 裕隆納智捷 |
| 20-21年  | 台灣啤酒 | 40   | 31   | 9    | .775 | 因疫情關係與裕隆納智捷並列冠軍       |
| 21-22年  | 台灣啤酒 | 31   | 21   | 10   | .677 | 因疫情關係提前結束賽季               |
| 22-23年  | 台灣啤酒 | 28   | 14   | 14   | .500 | 季後挑戰賽1：2敗 臺灣銀行            |
| 總計:9年 | 總計:9年 | 215  | 136  | 79   | .633 |                                      |

- 第五季因總教練閻家驊1月6日不服判決，賽後攻擊裁判遭禁賽10場，代理10場比賽(1月11日～2月3日)
- 第十二季因總教練閻家驊因12月27日抗議判決遭驅逐出場，賽後遭禁賽1場，代理1場比賽（12月28日）
- 第十四季因總教練閻家驊因病未隨隊參賽，代理1場比賽(12月4日)後因閻季中去職，並於2月9日起接任代理總教練
- 第二十季因2月17日抗議判決，對著場邊紀錄台大聲咆哮且態度不佳，遭禁賽2場(2月24日～2月25日)
- 粗體黑字為該年度聯盟最高，紅字為超級籃球聯賽紀錄

T1聯盟
| 年度     | 球隊         | 例行賽 | 例行賽 | 例行賽 | 例行賽 | 季後賽 |
| 年度     | 球隊         | 出賽   | 勝場   | 敗場   | 勝率   | 季後賽 |
| -------- | ------------ | ------ | ------ | ------ | ------ | ------ |
| 2023–24  | 台啤永豐雲豹 | 4      | 3      | 1      | .750   | 代理   |
| 總計:1年 | 總計:1年     | 4      | 3      | 1      | .750   |        |

## 外部連結
- 周俊三在fiba.basketball（英语）
- 周俊三在中国男子篮球职业联赛官網
- 周俊三在Eurobasket.com（球員）（英语）
- 周俊三在Eurobasket.com（教練）（英语）
- 周俊三在Flashscore（英语）